# کلر اسکینر
کلر اسکینر (انگلیسی: Claire Skinner؛ زادهٔ ۱۹۶۵) بازیگر اهل بریتانیا است. وی از سال ۱۹۸۹ میلادی تاکنون مشغول فعالیت بوده‌است.
از فیلم‌ها یا برنامه‌های تلویزیونی که وی در آن نقش داشته است، می‌توان به زندگی شیرین است و منتقد اشاره کرد.